# کن جی
کِنِث لِیسی (به انگلیسی: Kenneth Lacey) معروف به «کن جی» متولد ۱۰ ژوئن ۱۹۷۱، (۲۰ خرداد ۱۳۵۰) یک نوازنده آمریکایی درام است. بهترین درامر پیشین گروه استاتیک ایکس Static-X از اوایل سال ۱۹۹۴ تا اواخر زمان ترکش در سال ۲۰۰۵ شناخته می‌شود.